# 카탈루냐 공화좌파당
카탈루냐 공화좌파당(카탈루냐어: Esquerra Republicana de Catalunya, ERC)은 카탈루냐주에서 주로 활동하는 진보 정당으로, 카탈루냐 독립에 찬성한다. 카탈루냐주에서 주로 활동하나 발렌시아주, 발레아레스 제도, 북카탈루냐 등 카탈루냐어권 전역에서 활동이 있다. 궁극적인 목표는 카탈루냐어권 전역의 독립이나 최근에는 스페인으로부터 카탈루냐주의 독립과 카탈루냐 공화국 수립이라는 목표에 집중하고 있다. 현재 당대표는 오리올 준케라스(Oriol Junqueras)이며, 유럽 자유동맹(EFA)의 회원이다.
1931년 세워져 스페인 제2공화국과 스페인 내전 당시 정치적으로 중요한 역할을 하였고 프랑코 정권 동안 민주화 운동을 하였다. 2000년대부터 카탈루냐에서 주요 정당으로 다시 떠오르기 시작했으며 2021년 연정으로 카탈루냐 주정부의 여당이 되었다.

## 같이 보기
- 카탈루냐의 정당